# Mercato immobiliare
In economia il mercato immobiliare (definito comunemente anche il "mercato del mattone") è una tipologia di mercato in cui la compravendita effettuata tra venditori e compratori, o qualsiasi altra loro interazione potenziale o effettiva, è riferita allo scambio di beni immobili di qualsiasi tipo come abitazioni, terreni, locali commerciali ecc.
Spesso in questo tipo di mercato è presente una figura di elevata importanza, il mediatore, presente comunque anche in altri mercati. Il mediatore è colui che mette in relazione due o più persone per la conclusione di un affare senza essere legato ad alcuna di essa da rapporti di collaborazione, dipendenza o rappresentanza. In questo tipo di mercato ricopre dunque un ruolo molto importante, il suo aiuto viene richiesto nella maggior parte delle trattative. Il mediatore viene per questo definito in questo mercato: agente immobiliare.
Un elemento di particolare rilievo nel mercato immobiliare in Italia è ricoperto dagli investimenti immobiliari svolti principalmente da importanti società internazionali principalmente orientate ad asset con destinazione commerciale e ricettiva. In particolar modo a partire dal 2018 si è riacceso l'interesse da parte dei grandi investitori istituzionali esteri per gli immobili soprattutto a Milano, città che si sta rivelando un vero e proprio catalizzatore in quest'ottica. Infatti i volumi realizzati nel corso del 2019 dagli investimenti immobiliari relativi al settore non residenziale in italia sono stati pari a circa 11 miliardi di Euro.
La Direttiva Case Green, in via di approvazione nel 2023, previo un ultimo passaggio nella Commissione e nel Consiglio di Europa, rivoluziona il mercato immobiliare, prevedendo il divieto di affitto e di vendita per gli immobili che, a partire dal 2030, si trovano al di sotto di una certa classe energetica. Di fatto, le case possono essere locate o vendute, fatta salva la riduzione di valore che il mercato impone in caso di mancato efficientamento energetico. La direttiva anticipa un rincaro dei mutui per le case energivore. Gli Stati membri possono introdurre esenzioni per gli immobili più piccoli di 50 metri quadrati e per le seconde case. La bozza iniziale prevedeva appunto il raggiungimento della classe energetica E nel 2030 e D nel 2033. Nel novembre 2023 questo approccio è stato superato ed è stata delegata agli Stati membri la pianificazione della riqualificazione energetica.